# Seifenfabrik Sträuli

Von Burkhard Mangold gestaltete Werbekarte für Sträuli & Cie., 1908

Die Seifenfabrik Sträuli (auch: Sträuli & Cie.) war ein Schweizer Unternehmen für Wasch- und Reinigungsmittel in Winterthur.

## Geschichte
Die Anfänge gehen auf eine von Johannes Sträuli 1831 gegründete Kerzenmanufaktur am Kirchplatz in Winterthur zurück. Eine erste Expansion erfolgte 1835 mit der Verlegung der Produktionsstätten ausserhalb der damaligen Stadtgrenzen Winterthurs. Im Jahre 1883 zerstörte ein Brand die Fabrikanlagen an der St. Georgenstrasse. Im Zuge des Wiederaufbaus der Fabrik begann auch die Entwicklung hin zur chemischen Fabrik. Die endgültige Umstellung auf die Herstellung von aus der Destillation von Fettsäuren gewonnenen Produkte erfolgte unter der dritten Generation der Familie Sträuli um das Jahr 1900 und dem Bezug einer neuen Fabrik in der Nähe des Bahnhofs Winterthur Grüze. Als Hersteller von Glycerin, Stearin und Ölsäure gehörte Sträuli bald zu einem namhaften Produzenten in der Schweiz.
Ab 1925 ging die Leitung an die vierte Generation der Familie Sträuli über. In der Phase bis zum Zweiten Weltkrieg entwickelte die Firma unter anderem das heute noch bekannte Reisewaschmittel «Express». Die Rohstoffknappheit während des Zweiten Weltkriegs und die Umstellung auf für vollautomatische Waschmaschinen ausgerichtete chemische Wasch- und Spülmittel nach dem Krieg, erforderten hohe Investitionen und eine Neuausrichtung des Unternehmens. Das führte ab 1955 zu einer engen Kooperation mit der Firma Benckiser GmbH in Ludwigshafen, deren Produkte «Calgon» und «Calgonit» fortan in Lizenz hergestellt und vertrieben wurden. In den 1960er-Jahren kamen die beiden Kooperationspartner in finanzielle Schwierigkeiten, so dass sie 1967 fusionierten. Die bis dahin als Kollektivgesellschaft geführte Schweizer Firma wurde zur Sträuli AG umfirmiert. Die Produktionsanlagen in Winterthur wurden an Coop verkauft; Sträuli war danach eine Vertriebsorganisation für Reinigungs-, Spül- und Waschmittel ohne eigene Produktion. 1979/1980 wurde dafür ein für die damalige Zeit modernes Hochregallager in Winterthur-Seen errichtet.
1999 fusionierten «Reckitt & Coleman plc» mit der Benckiser-Gruppe zur Reckitt Benckiser plc. Die Sträuli AG wurde daraufhin aus dem Konzern ausgegliedert und zog sich ganz aus Winterthur an einen neuen Standort in Wädenswil zurück. Mit den von Reckitt-Benckiser vertriebenen Produkten und Marken hat die Firma nichts mehr zu tun. Sie ist mittlerweile eine Immobilien-AG und Personalfürsorgestiftung für ehemalige Angestellte der Sträuli AG.